# The Mighty Ducks: Game Changers
The Mighty Ducks: Game Changers (también conocida como The Mighty Ducks en Hispanoámerica, y Somos los mejores: una nueva era en España) es una serie de comedia dramática de deportes estadounidense creada para el servicio de streaming Disney+, basada en la película de 1992 del mismo nombre escrita por Steven Brill. Fue creado por Steven Brill, Josh Goldsmith y Cathy Yuspa para Disney+, la serie es una continuación de la película y está producida por ABC Signature  y Brillstein Entertainment, con Brill como guionista principal, y Goldsmith y Yuspa como showrunners.
Lauren Graham, Brady Noon y Emilio Estévez protagonizan la serie. En enero de 2018, ABC comenzó a desarrollar una serie basada en la franquicia The Mighty Ducks, con Brill listo para escribir la serie. Se anunció que la serie se lanzaría en Disney+ en noviembre de 2018. La filmación de la serie estaba programada para comenzar en febrero de 2020 y finalizar en junio de 2020. The Mighty Ducks: Game Changers se estrenó en Disney+ el 26 de marzo de 2021. Tras dos temporadas, en febrero de 2023, fue cancelada.

## Sinopsis
El equipo de hockey juvenil Mighty Ducks es selectivo sobre quién pasa el corte. Después de ser expulsado y de que le dijeran que está perdiendo el tiempo, un niño de 12 años llamado Evan, a instancias de su madre, forma un nuevo equipo de hockey de los desamparados con la ayuda del entrenador original de los Ducks, Gordon Bombay, que desde entonces se ha convertido en un abatido propietario de una pista de hielo de bajo nivel.

## Reparto

### Principal
- Lauren Graham como Alex Morrow, la madre de Evan, que ayuda a su hijo a crear su equipo de hockey.[8]
- Emilio Estévez como Gordon Bombay, un ex abogado defensor que después de ser obligado a entrenar a los Mighty Ducks como servicio comunitario se convirtió en el entrenador oficial del equipo.[9]
- Brady Noon como Evan Morrow, un niño de 12 años que intenta crear su propio equipo de hockey después de ser eliminado de los Mighty Ducks.[8] Es el capitán de los Don't Bothers, hasta que renuncia al puesto para recuperar la confianza de su equipo.[10]
- Maxwell Simkins como Nick Ganz,[11] el amigo de Evan que lo ayuda a formar un nuevo equipo de hockey.[12] Nick fue coanfitrión del podcast The Wraparound con Mary Joe antes de unirse al equipo.[13]
- Swayam Bhatia como Sofi Hudson-Batra,[12] es la amiga de Evan. Ella deja a los Mighty Ducks para unirse a los Don't Bothers.[14] Debido a su lesión en la rodilla, los Don't Bothers no pueden competir en la final del campeonato estatal, siendo derrotados por los Mighty Ducks.[15]
- Luke Islam como Jaden «Koob» Koobler,[12] es un adicto a lo videojuegos y el portero de los Don't Bothers.[16]
- Kiefer O'Reilly como Logan LaRue,[12] un miembro de los Don't Bothers que se mudó de Toronto a Minnesota tras el divorcio de sus padres.[13][17] A pesar de tener equipo profesional de hockey, no sabía como utilizarlos hasta que Bombay le enseña en «Change of the Fly».[18]
- Bella Higginbotham como Lauren[12]
- Taegen Burns como Maya[12]
- De'Jon Watts como Sam[12]
- Julee Cerda como Stephanie[9]

### Recurrente
- Dylan Playfair como coach T, el actual entrenador de los Mighty Ducks.[19]
- Emily Haine como Winnie Berigan, una trabajadora del Ice Palace.[20]

## Temporadas
| Temporada | Temporada | Episodios | Episodios | Emisión original         | Emisión original        |
| Temporada | Temporada | Episodios | Episodios | Primera emisión          | Última emisión          |
| --------- | --------- | --------- | --------- | ------------------------ | ----------------------- |
|           | 1         | 10        | 10        | 26 de marzo de 2021      | 28 de mayo de 2021      |
|           | 2         | 10        | 10        | 28 de septiembre de 2022 | 30 de noviembre de 2022 |

### Temporada 1 (2021)
| N.º | Título                | Dirigido por    | Escrito por                               | Fecha de emisión original | Código de prod. |
| --- | --------------------- | --------------- | ----------------------------------------- | ------------------------- | --------------- |
| 1 | «Game On»             | James Griffiths | Steve Brill, Josh Goldsmith y Cathy Yuspa | 26 de marzo de 2021       | 101             |
| Después de que su hijo es separado de los Mighty Ducks, Alex Morrow decide ayudar a Evan a formar su propio equipo de hockey para que pueda jugar. Tras encontrar el Ice Palace de Gordon Bombay, al cual convence para alquilar su pista de hielo. Mientras que Evan reclutan a un equipo de jóvenes inadaptados para formar su equipo. |                       |                 |                                           |                           |                 |
| 2 | «Dusters»             | Michael Spiller | Josh Goldsmith y Cathy Yuspa              | 2 de abril de 2021        | 102             |
| Los Don't Bothers se reúnen en el Ice Palace para su primera práctica. Alex se concentra más en los sentimientos que en la práctica, causando que el equipo pierda en su primer partido. |                       |                 |                                           |                           |                 |
| 3 | «Breakaway»           | Jay Karas       | Josh Goldsmith y Cathy Yuspa              | 9 de abril de 2021        | 103             |
| Evan intenta repetidamente en vano que Sofi se una a los Don't Bothers. Los Don't Bothers se tienen que enfrentar a los ganadores del campeonato, los Mighty Ducks. Gracias a la ayuda de Bombay, los Don't Bothers logran acertar su primer gol y convencen a Sofi de dejar a los Mighty Ducks.                                         |                       |                 |                                           |                           |                 |
| 4 | «Hockey Moms»         | James Griffiths | Josh Goldsmith y Cathy Yuspa              | 16 de abril de 2021       | 104             |
| Bombay motiva a Alex ha enfrentarse a Stephanie en el desafío de slapshot, mientras que Sofi intenta convencer a sus padres de unirse al equipo. |                       |                 |                                           |                           |                 |
| 5 | «Cherry Picker»       | Jay Karas       | Matthew Carlson                           | 23 de abril de 2021       | 105             |
| El padre de Evan aparece, complicando las cosas para Evan, Alex y Bombay. |                       |                 |                                           |                           |                 |
| 6 | «Spirit of the Ducks» | Steve Brill     | Todd Linden                               | 30 de abril de 2021       | 106             |
| Bombay se encuentra con los Mighty Ducks originales y se entera de que va a haber una gala por el 25 aniversario de los Ducks y que él no ha sido invitado. Mientras que Evan es invitado por coach T a regresar al equipo de los Ducks, y considera seriamente unírseles.                                                               |                       |                 |                                           |                           |                 |
| 7 | «Pond Hockey»         | Melissa Kosar   | Marissa Berlin                            | 7 de mayo de 2021         | 107             |
| 8 | «Change of the Fly»   | Michael Spiller | Damir Konjicija y Dario Konjicija         | 14 de mayo de 2021        | 108             |
| 9 | «Head Games»          | Melissa Kosar   | Rita Hsaio                                | 21 de mayo de 2021        | 109             |
| 10 | «State of Play»       | Michael Spiller | Marissa Berlin y Todd Linden              | 28 de mayo de 2021        | 110             |

### Temporada 2 (2022)
| N.º | Título                       | Dirigido por      | Escrito por                               | Fecha de emisión original | Código de prod. |
| --- | ---------------------------- | ----------------- | ----------------------------------------- | ------------------------- | --------------- |
| 11  | «Ice Breaker»                | Melissa Kosar     | Steve Brill, Josh Goldsmith y Cathy Yuspa | 28 de septiembre de 2022  | 201             |
| 12  | «Out of Bounds»              | Melissa Kosar     | Todd Linden                               | 5 de octubre de 2022      | 202             |
| 13  | «Coach Classic»              | Melissa Kosar     | Matthew Carlson                           | 12 de octubre de 2022     | 203             |
| 14  | «Draft Day»                  | Lauren Graham     | Josh Goldsmith y Cathy Yuspa              | 19 de octubre de 2022     | 204             |
| 15  | «Icing on the Cake»          | Michael McDonald  | Marissa Berlin                            | 26 de octubre de 2022     | 205             |
| 16  | «Twings»                     | David Katzenberg  | Jessica Watson                            | 2 de noviembre de 2022    | 206             |
| 17  | «Spirit of the Ducks Part 2» | Josh Duhamel      | Matthew Carlson y Todd Linden             | 9 de noviembre de 2022    | 207             |
| 18  | «Trade Rumors»               | Jay Chandrasekhar | Patrick Kang y Michael Levin              | 16 de noviembre de 2022   | 208             |
| 19  | «Summer Breezers»            | Jay Chandrasekhar | Josh Goldsmith y Cathy Yuspa              | 23 de noviembre de 2022   | 209             |
| 20  | «Lights Out»                 | Melissa Kosar     | Josh Goldsmith y Cathy Yuspa              | 30 de noviembre de 2022   | 210             |

## Producción

### Desarrollo
En 2018, Steven Brill y Jordan Kerner, quienes respectivamente se desempeñaron como guionistas y productores de la película de 1992 The Mighty Ducks, le presentaron a la directora de ABC Signature, Tracy Underwood, una idea para una serie de televisión basada en la película, que fue aprobada para su desarrollo. El 22 de enero de 2018, se informó que ABC Signature Studios estaba desarrollando una serie de televisión The Mighty Ducks, con Brill contratado para escribir y producir la serie. El 8 de noviembre de 2018, se informó que la serie se iba a lanzar en el servicio de transmisión de Disney, Disney+.
El 6 de noviembre de 2019, se informó que Josh Goldsmith, Cathy Yuspa, George Heller y Brad Petrigala eran coproductores ejecutivos de la serie junto a Brill. El 12 de febrero de 2020, se reveló que Goldsmith y Yuspa estaban sirviendo a los co-creadores y showrunners de la serie, mientras que Kerner, Griffiths y Graham eran coproductores ejecutivos. También se informó que la serie tenía 10 episodios.
El 2 de agosto de 2021, Disney confirmó que renovaría la serie para una segunda temporada. El 17 de febrero de 2023, Disney+ canceló la serie.

### Casting
En febrero de 2020, Lauren Graham y Brady Noon fueron elegidos para la serie como los papeles principales, y Emilio Estévez regresó para repetir su papel de Gordon Bombay, además de ser productor ejecutivo y dirigir un episodio. Swayam Bhatia, Maxwell Simkins, Taegen Burns, Julee Cerda, Bella Higginbotham, Kiefer O'Reilly, Luke Islam y De'Jon Watts también fueron elegidos para aparecer en la serie.
El 18 de marzo de 2021, se informó que Elden Henson, Matt Doherty, Vinny La Russo, Marguerite Moreau, Garrette Henson y Justin Wong iban volverán a interpretar sus papeles de las películas de The Mighty Ducks para el sexto episodio de la serie.

### Filmación
La filmación de The Mighty Ducks estaba programada originalmente para comenzar el 18 de febrero de 2020 y finalizar el 11 de junio de 2020. La filmación tuvo lugar en Vancouver. En agosto de 2020, se anunció que la filmación podía comenzar oficialmente después de que Disney TV Studios hiciera un trato con los sindicatos de Columbia Británica de realizar pruebas de coronavirus al elenco y los miembros del equipo para asegurar la seguridad de los trabajadores. El rodaje se reanudó oficialmente en septiembre de 2020 y concluyó el 17 de diciembre de 2020.
Según la revista estadounidense, The Hollywood Reporter, la segunda temporada iniciaría su filmación a principios de 2022.

## Lanzamiento
The Mighty Ducks: Game Changers lanzó en Disney+ su primera temporada el 26 de marzo de 2021, con episodios lanzados de forma semanalmente.

## Recepción

### Crítica
| Temporada | Temporada | Rotten Tomatoes  | Metacritic      |
| --------- | --------- | ---------------- | --------------- |
|           | 1         | 89% (37 reseñas) | 72 (16 reseñas) |

En Rotten Tomatoes, la serie tiene una calificación de aprobación del 89% basada en 37 críticas. En Metacritic, tiene un puntaje promedio ponderado de 72 sobre 100 basado en 16 reseñas críticas.
Robert Daniels de Polygon elogia la historia de la serie y la crítica que hace sobre los deportes juveniles. Jashanpreet Malhi de The Highlander, lo calificó como una serie «completamente divertida, con el que el público puede identificarse» y simpatizar con los personajes. Daniel Fienberg de The Hollywood Reporter alaba los elementos visules. Sin embargo critica el nivel narrativo de la serie debido a la «estrategia de alargamiento» y el «relleno de narración» para alcanzar a los 10 episodios. Caroline Framke de Variety opina que la serie «realiza actualizaciones precisas y oportunas de la historia atemporal de los desamparados "buenos" que solo quieren divertirse», manteniendo el estilo de los Mighty Ducks originales.
Game Changers apareció en la lista de 200 mejores programas de televisión del festival canadiense ReFrame.

### Premios y nominaciones
| Año  | Premio                | Categoría                                                    | Nominación por      | Resultado | Ref    |
| ---- | --------------------- | ------------------------------------------------------------ | ------------------- | --------- | ------ |
| 2021 | Golden Trailer Awards | Mejor tráiler de programa familiar para televisión/streaming | TV spot «Underdogs» | Nominado  | [ 80 ] |